# 最惠国待遇
在国际贸易学中最惠国待遇（Most Favoured Nation，MFN）指缔约國一方现在和将来给予任何第三國在贸易、关税、航运、公民法律地位等优惠和豁免，也都给予缔约國对方國家。
享有最惠国待遇的国家称为受惠国，依据多是一项双边或多边条约的规定。需要注意的是，優惠是相對於一般關稅稅率而言的，因此最惠國待遇往往不是最優惠稅率，在最惠國待遇之外，還有更低的稅率。

## 历史
最惠国待遇原则中“最惠国”一词首次出现是在17世纪，但是，最惠国义务可以追溯到11世纪。当时地中海沿岸的意大利各城邦、法国、西班牙城市的商人，在外国经商时开始想独占当地的市场而挤走竞争对手，一旦不能达到目的便寻求在该国市场上获取同等进入和竞争的机会。
15世纪和16世纪商业的发展迫切要求在贸易关系中订立具有最惠国型的贸易条约，但大多数类似的有最惠国性质的贸易条约是强国迫使弱国单方面给予的或订立的结果。 随着国际贸易规模的扩大，商业关系的发展，由此导致了政治条约与通商条约的分立，开始出现一些相互给予"最惠国待遇"的做法。在1713年英国与法国《乌特勒支通商条约》中规定：一方保证，应将它给第三国在通商与航运方面的好处同样给予另一方。
1778年美国在自己对外签订的第一个条约中包括了一项"有条件的"最惠国条款（与法国签订）。
19世纪这类条约在欧洲各国流行，但都是通行的"有条件的"最惠国待遇模式，即以受惠国作出与第三国承诺相当的承诺为条件。这种有条件以互惠为基础的最惠国原则在1860年发生了实质性的突破，1860年英法通商条约的签订，使现代意义的无条件的最惠国待遇真正诞生。在随后的贸易关系中，虽几经波折，也曾出现过有条件最惠国原则的情况。但由英法通商条约所体现的自由贸易基础的“相互给予无条件最惠国待遇”也成了现代国际贸易中最惠国原则本身内涵的重要特征，“最惠国待遇条款是现代通商条约的柱石”成了各国贸易关系的一句名言。
第一次世界大战后，无条件最惠国待遇受到严重挑战。各国普遍倡导和实行以高关税为主要特征的贸易保护主义政策，纷纷对贸易加以限制；而30年代的大危机更是使保护主义泛滥。甚至连一直在全球范围奉行自由贸易的英国也放弃了无条件的最惠国原则而实行大英帝国特惠制度。尽管如此，在1920--1940年向全球范围所签署的含有最惠国待遇条款的条约共600多个。
第二次大战后，关贸总协定在世界范围内把最惠国待遇原则纳入多边贸易体制之中，使最惠国待遇成为世界经济贸易的重要基石，实现历史性的新突破。

## 各國
- 美國於1998年把最惠国待遇改名為永久正常貿易關係（Permanent Normal Trade Relations），從此美國的最惠國待遇變成自動給予所有國家，除非在法律中特別注明排除者，如北韓、中國及俄羅斯。
- 印度最惠国待遇給予巴基斯坦、孟加拉、越南，但是與巴有軍事衝突期間可能重新檢討。[1]
- 巴基斯坦提供最惠国待遇給予中華人民共和國，同時承諾積極探討給予印度。
- 世界贸易组织出現後世界大部分的國家或地區都已加入，而其原則是成員無條件互相享有最惠国待遇，因此目前最惠国待遇的特殊意義已經極度微小。[2]

## 适用范围
根据《1994年关贸总协定》的规定，货物贸易最惠国待遇原则主要适用于下列范围：

### 关税和有关费用
根据第1条第2款的规定，一切与进出口商品有关的关税和费用，适用最惠国待遇原则。除关税外，这些费用包括：
1. 对进出口本身征收的任何形式的费用，如进口附加费、变动关税或出口税等；
2. 与进出口相关的任何形式的费用，如海关手续费、领事发票税、质量检验费等。

### 与进出口有关的国际支付转账所征收的关税和费用
如由政府对进出口国际支付征收的一些税金或费用。

### 征收上述税、费的方法
例如征收关税时需要对进口商品的价值进行评估，所使用的评估标准、程序和方法均应以相同的待遇标准在所有成员间平等地实施。

### 与进出口相关的所有规章与手续方法
如对进出口在一定时间内规定特定的信息披露要求或说明。一旦规定这种要求，就必须是对所有成员的平等的要求。

### 与进出口商品有关的国内税或其他国内费用的征收
如销售税、由当地政府征收的有关费用等。

### 任何影响进口商品在进口国国内销售、购买、提供、运输、分销等方面的法律、规章及要求等
如对进口产品的品质证书的要求，对进口产品移动或运输或储藏或零售渠道的要求，对产品的特殊包装及使用的限制等。

## 例外情况
最惠国待遇原则也有可以不执行的例外情况：
1. 某发达国家给予发展中国家出口的工业品及半成品以更加优惠的差别的关税待遇；在非关税措施方面给予发展中国家更为优惠的差别的待遇；发展中国家之间实行的优惠关税；对最不发达国家的特殊优惠；可不给予其他发达国家成员。
2. 自由贸易区、关税同盟及边境贸易所规定的少数国家享受的待遇和经济一体化组织内部的待遇，可不给予其他世贸组织成员。
3. 一些成员为保障动、植物及人民的生命、健康、安全或一些特定目的对进出口采取的所有措施，不受最惠国待遇的约束。
4. 当一国的国家安全受到威胁时，可以不受最惠国待遇的约束。
5. 反补贴、反倾销及在争端解决机制下授权采取的报复措施，不受最惠国待遇的约束。
6. 货物贸易中的政府采购不受世贸组织管辖，所以不受最惠国待遇的约束。
7. 不属世贸组织管辖范围的诸边贸易协议中的义务。

## 資料來源
1. ↑  .   [2018-02-23]. （原始内容存档于2020-11-08）.
2. ↑  .   [2018-02-23]. （原始内容存档于2019-08-16）.
3. ↑   (PDF).   [2020-06-14]. （原始内容存档 (PDF)于2020-12-09）.